# ENjiNE
ENjiNE（エンジン）とは、株式会社Relicが運営しているクラウドファンディングサイトの名称。
支援の対価として製品やサービスを得られる、購入型クラウドファンディングサービス。

## 概要
チケット購入型のクラウドファンディングプラットフォーム。
チケットの購入だけでなく、他の方にプレゼントしたり再販といったことも可能にしている。
また、日本経済新聞社が運営する「未来ショッピング Powered by ENjiNE」への同時掲載で集客も可能。
LINEの公式パートナーであり、公式アカウントをフォローするユーザーに対してメッセージでの告知やプロモーションを実施ができる。

## 参照
1. ↑  「チケット化」と「継続販売」で需要を喚起するクラウドファンディング「ENjiNE」
2. ↑  株式会社Relicが日本経済新聞社、新東通信社と事業パートナー契約を締結して購入型クラウドファンディングサービス「未来ショッピング Powered by ENjiNE」を開始
3. ↑  早くも支援者数1,000人超、チケット購入型クラウドファンディング「ENjiNE」がLINEの「Official Web App」と初期連携